# La casa nera
La casa nera (The People Under the Stairs) è un film del 1991 scritto e diretto da Wes Craven, con Ving Rhames.

## Trama
Fool ("matto", dalla carta "il matto" dei tarocchi) è un ragazzino afroamericano del ghetto, così ribattezzato dalla sorella Ruby, appassionata di tarocchi. Sua madre è malata di cancro e non ha i soldi per l'operazione. A questa disgrazia si aggiunge anche lo sfratto ad opera di due particolari figure del quartiere, i Robertson, che possiedono molti immobili che demoliscono scacciando gli inquilini.
Leroy, un ladruncolo, scoperto casualmente l'indirizzo dei due proprietari, e sapendo che essi hanno una favolosa collezione di monete d'oro, decide di rapinarli con l'aiuto di Fool e di un amico, Spencer. Costui riesce a penetrare nella casa con uno stratagemma, ma non ne esce più. Usciti i padroni, Leroy e Fool si introducono nell'abitazione, piena di trappole e sorvegliata da un cane rottweiler, dove si sentono rumori inquietanti. Mentre Leroy si reca al piano di sopra, Fool scende in cantina, dove fa un'agghiacciante scoperta: nella casa ci sono delle persone segregate. Il ritorno dei Robertson scatena una caccia in cui Leroy perde la vita per mano del Padre e Fool viene salvato da Alice, un'innocente fanciulla che i coniugi considerano loro figlia, tenendola in uno stato di sudditanza psicologica. Alice spiega a Fool che i Robertson sono alla ricerca del figlio perfetto.
Dopo aver rischiato più volte la vita e aver lottato col cane, che viene ucciso involontariamente dal padrone grazie ad un'astuzia di Fool, questi riesce a fuggire lanciandosi dal tetto in una vasca del giardino. Il bambino torna a casa, dove racconta l'incredibile storia a Ruby e al nonno, il quale gli spiega che in realtà i Robertson sono fratello e sorella, discendenti da una famiglia di becchini, e la casa era anticamente una camera mortuaria, ed essi sono il frutto di secoli di relazioni incestuose. Da anni i due rapivano bambini della zona, ma non vi era mai stato modo di provare la loro colpevolezza. Le persone chiuse in cantina sono quindi bambini rapiti e poi scartati dai Robertson, nel frattempo cresciuti.
Invano, Fool chiama la polizia a controllare la casa: gli agenti vengono ingannati dall'aria rispettabile dei Robertson e da un pannello che copre l’accesso alla cantina, oltre ad aver sedato i ragazzi imprigionati. Tornato coraggiosamente per salvare Alice e liberare i prigionieri, dopo varie peripezie il piccolo riesce a liberare i ragazzi chiusi in cantina, i quali si vendicano della donna e di tutte le atrocità subite. Quanto all'uomo, viene fatto saltare in aria col suo tesoro da Fool. Il bambino, Alice e i ragazzi finalmente liberi, hanno salva la vita.

## Accoglienza

### Incassi
Il film ha debuttato alla numero 1 nel botteghino, incassando 5,5 milioni di dollari nel primo weekend. Complessivamente, il film ha incassato circa 31,75 milioni di dollari a fronte di 6 milioni di budget.

### Critica
Il film ha ottenuto recensioni positive dalla critica: su Rotten Tomatoes ha ricevuto il 70% degli apprezzamenti con un punteggio di 6,00 su 10 sulla base di 33 recensioni.

## Riconoscimenti
- BIFFF 1992 Premio Pegaso